# ブルータング
ブルータング（英: Bluetongue disease）は、ウシ、ヒツジ、シカ、バッファロー、カモシカなどの反芻動物に感染するウイルス性の病気。日本では直訳で「青舌病」とも呼ばれる。

## 病原体
病原はレオウイルス科オルビウイルス属ブルータングウイルスで、24の血清型が確認されている。ヌカカなどの「吸血昆虫」によって感染し、接触感染することは無いとされる。ヒトへの感染例は報告されていない。

## 疫学
オーストラリア、米国、アフリカ、中東、アジアおよびヨーロッパで感染が確認されている。温帯地域では晩夏から秋にかけて発生するが、気温が低下すると流行は収束に向かう。熱帯地域では年間を通じて発生する。

## 症状
- 発熱
- 唾液分泌過剰
- 食欲減退
- 顔面浮腫
- 嚥下障害
- 鼻汁漏出
- 呼吸困難

また、腫脹や潰瘍形成が舌や口唇、口腔・鼻腔粘膜に起きる。病名は舌のチアノーゼによって「青い舌」となることから来ているが、実際にこの症状が観察されることは少ないという。潜伏期は5～20日間で、通常は全ての症状が感染から1カ月以内に顕在化する。ヒツジは大きい影響を受けるがウシやヤギなど他の患畜では感染しても症状が表れなかったり、軽度で済む事が多い。

## 処置
有効な治療法は無い。ワクチンの接種と検疫、および殺虫・消毒により媒介昆虫の移動・侵入を防ぐ以外には感染防止の手段も存在しない。なお、日本ではワクチンは使用されておらず、抗体検査による患畜の早期発見・隔離と補液などの対症療法のみが行われている。

## 日本における対策
家畜伝染病予防法の届出伝染病に指定されており、対象家畜はウシ、スイギュウ、シカ、ヒツジ、ヤギ。ウイルスを確認した場合は都道府県に届け出なければならない。なお、日本では1974年にウイルス侵入が確認され、1994年に北関東地方で肥育されていたウシとヒツジ（綿羊）での発病例がある。